# Seznam zápasů albánské fotbalové reprezentace na Mistrovství Evropy
Albánská fotbalová reprezentace byla celkem 2x na mistrovstvích Evropy ve fotbale a to v letech 2016, 2024.
- Aktualizace po ME 2024 – Počet utkání – 6 – Vítězství – 2x – Remízy – 0x – Prohry – 4x

| Číslo | Soupeř     | Výsledek | ME      | Fáze turnaje       | Góly Albánie              |
| ----- | ---------- | -------- | ------- | ------------------ | ------------------------- |
| 1.    | Švýcarsko  | 0 – 1    | ME 2016 | základní skupina A | Ne                        |
| 2.    | Francie    | 0 – 2    | ME 2016 | základní skupina A | Ne                        |
| 3.    | Rumunsko   | 1 – 0    | ME 2016 | základní skupina A | Armand Sadikua            |
| 4.    | Itálie     | 1 – 2    | ME 2024 | základní skupina B | Nedim Bajrami             |
| 5.    | Chorvatsko | 2 – 2    | ME 2024 | základní skupina B | Qazim Laçi, Klaus Gjasula |
| 6.    | Španělsko  | 0 – 1    | ME 2024 | základní skupina B | Ne                        |